# Alain Yzermans
Alain Yzermans, né le 21 mai 1967 à Etterbeek, est un homme politique belge, membre de Vooruit.

## Biographie
Alain Yzermans nait le 21 mai 1967 à Etterbeek.
Aux élections législatives fédérales de 2024, Alain Yzermans est élu à la Chambre des Représentants.